# Eino Forsström
Eino Vilho Forsström, född 10 april 1889, död 26 juli 1961, var en finländsk gymnast.
Forsström tävlade för Finland vid olympiska sommarspelen 1908 i London, där han var med och tog brons i lagmångkampen.
Vid olympiska sommarspelen 1912 i Stockholm var Forsström med och tog silver i lagtävlingen i fritt system. 